# Estación Realicó
Realicó es una estación ferroviaria ubicada en la localidad de Realicó, en el Departamento Realicó, Provincia de La Pampa, Argentina.

## Ubicación
La estación, se encuentra ubicada a 185 km de la ciudad de Santa Rosa y a 99 km de la ciudad de General Pico.

## Servicios
Desde agosto de 2015 no se prestan servicios de pasajeros.
Sus vías también están concesionadas a la empresa de cargas Ferroexpreso Pampeano